# Liste der Kulturdenkmäler in Hamburg-Harburg

## Legende
- ID: Gibt die vom Denkmalschutzamt Hamburg vergebene Objekt-ID (Identifikationsnummer) des Kulturdenkmals an, (in Klammern gegebenenfalls die Denkmalnummer nach altem Denkmalschutzgesetz).
- Adresse: Nennt den Straßennamen und, wenn vorhanden, die Hausnummer des Kulturdenkmals. Die Grundsortierung der Liste erfolgt nach dieser Adresse.
- Art: Zeigt an, ob es ein Objekt („O“) oder ein Ensemble („E“) ist.
- Datierung: Gibt die Datierung an; das Jahr der Fertigstellung bzw. den Zeitraum der Errichtung.
- Ensemble: Gibt die Nummer des Ensembles an, zu der das Objekt gehört, bzw. bei Ensembles die Nummer des Ensembles selbst.

Hinweis: Die Grundsortierung der Liste erfolgt nach der Adresse und ist alternativ nach ID, Art (Objekt oder Ensemble), Typ, Datierung, Entwurf oder Kurzbeschreibung sortierbar.

| ID                     | Adresse | Art | Typ | Kurzbeschreibung | Datierung                                                                               | Entwurf | Ensemble | Bild |
| ---------------------- | --- | --- | --- | --- | --------------------------------------------------------------------------------------- | --- | -------- | --- |
| 28017 (951)            | Alte Harburger Elbbrücke o. Nr. (Lage) | O   | Straßenbrücke (Portalbrücke) | | 1897–99                                                                                 | Stier, Hubert |          | |
| 31186                  | Am Centrumshaus 1, 3, 5, 7, 9, Julius-Ludowieg-Straße 18 (Lage) | E   | | Siedlung Am Centrumshaus / Julius-Ludowieg-Straße |                                                                                         | | 31186    | |
| 28018 (635)            | Am Centrumshaus 1 (Lage) | O   | Siedlungsbau | Hinweis: Ab Denkmalliste v. 18. April 2016 neue ID 27543 | 1928–30                                                                                 | Hinrichs, Georg | 31186    | |
| 27539 (635)            | Am Centrumshaus 3 (Lage) | O   | Siedlungsbau | Hinweis: Ab Denkmalliste v. 18. April 2016 neue ID 27543 | 1928–30                                                                                 | Hinrichs, Georg | 31186    | |
| 27540 (635)            | Am Centrumshaus 5 (Lage) | O   | Siedlungsbau | Hinweis: Ab Denkmalliste v. 18. April 2016 neue ID 27543 | 1928–30                                                                                 | Hinrichs, Georg | 31186    | |
| 27541 (635)            | Am Centrumshaus 7 (Lage) | O   | Siedlungsbau | Hinweis: Ab Denkmalliste v. 18. April 2016 neue ID 27543 | 1928–30                                                                                 | Hinrichs, Georg | 31186    | |
| 27542 (635)            | Am Centrumshaus 9 (Lage) | O   | Siedlungsbau | Hinweis: Ab Denkmalliste v. 18. April 2016 neue ID 27543 | 1928–30                                                                                 | Hinrichs, Georg | 31186    | |
| 29288                  | Am Irrgarten 3, 5, 7, 9 (Lage) | O   | Verwaltungsgebäude | Bezirksgesundheitsamt | 1956–59                                                                                 | Hochbauabteilung Bezirksbauamt                                                                                                 |          | |
| 27873 (865)            | An der Horeburg 8 (Lage) | O   | Steinwerk (urspr.) (Wohngebäude (nach Umbau ab 1527, herzöglicher Wohnsitz)) (Amtshaus (nach Umbau um 1820)) (Mehrfamilienhaus, Mietwohnhaus (nach Umbau)) | Horeburg/Harburg Schloss, ehem. | 1417, vor (Steinwerk); 1527, ab (Umbau); 1820, um (Umbau); 19. Jh., Ende (Umbau)        | |          | |
| 31173                  | An der Horeburg 9, 10 (vorm. Bauhofstraße), Kanalplatz 6, 8, Lotsekai o. Nr., Lotsestieg 4, Nartenstraße o. Nr., Harburger Binnenhafen, Harburger Holzhafen, Harburger Werfthafen, Holzhafenklappbrücke, Kaufhauskanal, Lotsekanal, Östliche Binnengraft, Östlicher Bahnhofskanal, Schiffgraben, Überwinterungshafen, Verkehrshafen, Westlicher Bahnhofskanal, Ziegelwiesenkanal (Lage) | E   | | Harburger Binnenhafen | 13. Jh., ab                                                                             | | 31173    | [[Vorlage:Bilderwunsch/code!/C:53.46723,9.98556!/D:An der Horeburg 9, 10 (vorm. Bauhofstraße), Kanalplatz 6, 8, Lotsekai o. Nr., Lotsestieg 4, Nartenstraße o. Nr., Harburger Binnenhafen, Harburger Holzhafen, Harburger Werfthafen, Holzhafenklappbrücke, Kaufhauskanal, Lotsekanal, Östliche Binnengraft, Östlicher Bahnhofskanal, Schiffgraben, Überwinterungshafen, Verkehrshafen, Westlicher Bahnhofskanal, Ziegelwiesenkanal!/\|BW]] |
| 26263                  | An der Horeburg 9 (vorm. Bauhofstraße) (Lage) | O   | Slipanlage | | 1900, um (vermutl.)                                                                     | o. A. | 31173    | |
| 28540                  | An der Horeburg o. Nr. (vorm. Bauhofstraße) (Lage) | O   | Silo | | 1920; 2010, um (Wiederaufbau/Umnutzung)                                                 | | 31173    | BW |
| 31180                  | Baererstraße 14, 14a, 17, 19, 21, 23, Eddelbüttelstraße 11, 13 (Lage) | E   | | Baererstraße / Eddelbüttelstraße |                                                                                         | | 31180    | BW |
| 28019                  | Baererstraße 14 (Lage) | O   | Mehrfamilienhaus | | 1890                                                                                    | o. A. | 31180    | |
| 28141                  | Baererstraße 14a (Lage) | O   | Mehrfamilienhaus | | 1890                                                                                    | o. A. | 31180    | BW |
| 28016                  | Baererstraße 17 (Lage) | O   | Mehrfamilienhaus | | 1891                                                                                    | o. A. | 31180    | |
| 28020                  | Baererstraße 19 (Lage) | O   | Mehrfamilienhaus | | 1893                                                                                    | Schulze, C. | 31180    | |
| 28021                  | Baererstraße 21 (Lage) | O   | Mehrfamilienhaus | | 1894                                                                                    | o. A. | 31180    | |
| 28002                  | Baererstraße 23 (Lage) | O   | Mehrfamilienhaus | | 1890                                                                                    | Meier, Heinrich | 31180    | |
| 31187                  | Baererstraße 35, 37 (Lage) | E   | | Baererstraße 35, 37 |                                                                                         | | 31187    | |
| 28023                  | Baererstraße 35 (Lage) | O   | Mehrfamilienhaus | | 1880                                                                                    | o. A. | 31187    | |
| 27505                  | Baererstraße 37 (Lage) | O   | Mehrfamilienhaus | | 1901                                                                                    | Giesecke, Georg | 31187    | |
| 31172                  | Barlachstraße 24, Hirschfeldstraße 10, 12, Mergellstraße 8, 10, 12, 14, 16, 18, 20 (Lage) | E   | | Siedlung Barlachstraße / Hirschfeldstraße / Mergellstraße |                                                                                         | | 31172    | |
| 28008                  | Barlachstraße 24 (Lage) | O   | Siedlungsbau | | 1927                                                                                    | Schnell, Eugen | 31172    | |
| 26264                  | Bennigsenstraße 7 (Lage) | O   | Schulgebäude | | 1900                                                                                    | Homann, Friedrich; Höhle (Anbau 1914)                                                                                          |          | |
| 26265                  | Bennigsenstraße 9 (Lage) | O   | Schulgebäude | | 1894–95                                                                                 | Homann, Friedrich |          | weitere Bilder |
| 31184                  | Bennigsenstraße 15, 17 (Lage) | E   | | Bennigsenstraße 15,17 |                                                                                         | | 31184    | BW |
| 28007 (1651)           | Bennigsenstraße 15 (Lage) | O   | Zweifamilienhaus | | 1898                                                                                    | o. A. | 31184    | |
| 28015                  | Bennigsenstraße 17 (Lage) | O   | Zweifamilienhaus | | 1902                                                                                    | Pfannkuche | 31184    | |
| 31185                  | Bennigsenstraße 22, 24, 26, 28, 30, 34 (Lage) | E   | | Bennigsenstraße 22–30, 34 |                                                                                         | | 31185    | BW |
| 28009                  | Bennigsenstraße 22 (Lage) | O   | Etagenhaus | | 1892                                                                                    | o. A. | 31185    | |
| 28010                  | Bennigsenstraße 24 (Lage) | O   | Etagenhaus | | 1896                                                                                    | o. A. | 31185    | |
| 28011                  | Bennigsenstraße 26 (Lage) | O   | Etagenhaus | | 1897                                                                                    | o. A. | 31185    | |
| 28012                  | Bennigsenstraße 28 (Lage) | O   | Etagenhaus | | 1904                                                                                    | o. A. | 31185    | |
| 28013                  | Bennigsenstraße 30 (Lage) | O   | Etagenhaus | | 1888                                                                                    | o. A. | 31185    | |
| 28014                  | Bennigsenstraße 34 (Lage) | O   | Etagenhaus | | 1890                                                                                    | o. A. | 31185    | |
| 29845                  | Bennigsenstraße 54 (Lage) | O   | Villa; Vorgarten; Einfriedung | Bennigsenstraße 54, Haus mit Vorgarten und Einfriedigung | 19. Jh., Ende                                                                           | o. A. |          | |
| 31165                  | Bissingstraße o. Nr., Buxtehuder Straße o. Nr., Helmsweg o. Nr., Schwarzenberg o. Nr., Alter Soldatenfriedhof im Schwarzenbergpark, Schwarzenbergstraße o. Nr., o. Nr., o. Nr., zwischen Nr. 74 und 80, Seehafenbrücke o. Nr., Schwarzenbergpark (Lage) | E   | Park | Schwarzenbergpark | 17.–20. Jh.                                                                             | | 31165    | [[Vorlage:Bilderwunsch/code!/C:53.46528,9.97138!/D:Bissingstraße o. Nr., Buxtehuder Straße o. Nr., Helmsweg o. Nr., Schwarzenberg o. Nr., Alter Soldatenfriedhof im Schwarzenbergpark, Schwarzenbergstraße o. Nr., o. Nr., o. Nr., zwischen Nr. 74 und 80, Seehafenbrücke o. Nr., Schwarzenbergpark!/\|BW]] |
| 27906 (217)            | Bissingstraße o. Nr., Buxtehuder Straße o. Nr., Helmsweg o. Nr., Schwarzenbergstraße o. Nr., Seehafenbrücke o. Nr. (Lage) | O   | Park | Schwarzenbergpark | 1836, ab                                                                                | | 31165    | BW |
| 31183                  | Bleicherweg 1, Buxtehuder Straße 7, 9, 9a, 11, 11a (Lage) | E   | | Amtsgericht und Hauptzollamt Harburg |                                                                                         | | 31183    | |
| 26262                  | Bleicherweg 1 (Lage) | O   | Gefängnisbau | | 1896                                                                                    | o. A. | 31183    | |
| 27521                  | Blohmstraße 18 (Lage) | O   | Villa | | 1874                                                                                    | Distel & Grubitz (Distel, Hermann/Grubitz, August) (Umbau, Anbau 1920)                                                         |          | |
| 31191                  | Blohmstraße 22 (Lage) | E   | | Blohmstraße 22 |                                                                                         | | 31191    | BW |
| 27522 (1680)           | Blohmstraße 22 (Lage) | O   | Villa; u. a. | | 1880, um                                                                                | o. A. | 31191    | |
| 28541 (1680)           | Blohmstraße 22 (Lage) | O   | Kaufhaus (Speicher (nach Translozierung)) | | 1827; 1881                                                                              | o. A. | 31191    | |
| 31192                  | Bremer Straße 9, 15, 15a (Lage) | E   | | St. Johannis-Kirche Bremer Straße |                                                                                         | | 31192    | weitere Bilder |
| 27523                  | Bremer Straße 9 (Lage) | O   | Kirchengebäude | St. Johannis-Kirche | 1953/54                                                                                 | Trahn, Karl; Schoop, Hans J. (Erw./Umbau 1993)                                                                                 | 31192    | |
| 27524                  | Bremer Straße 10 (Lage) | O   | Bankgebäude | | 1910                                                                                    | Weise, Bernhard |          | |
| 27525                  | Bremer Straße 15, 15a (Lage) | O   | Pastorat/Gemeindehaus | | 1925                                                                                    | Geißler & Wilkening (Geißler, Hermann/Wilkening, Otto) (Teile)                                                                 | 31192    | |
| 27856 (766)            | Bremer Straße 18 (Lage) | O   | Siedlungsbau | ehemaliges Stadtbad | 1928/29                                                                                 | Lembke, Carl |          | |
| 31177                  | Bremer Straße o. Nr., Brunsstraße o. Nr., Harmsstraße o. Nr., Maretstraße o. Nr. (Lage) | E   | | Alter Friedhof Harburg |                                                                                         | | 31177    | |
| 27877 (741)            | Bremer Straße o. Nr. (Lage) | O   | Friedhof | Alter Friedhof Harburg (Garnisonsfriedhof) | 1870                                                                                    | | 31177    | |
| 27874 (741)            | Bremer Straße o. Nr., Brunsstraße o. Nr., Harmsstraße o. Nr., Maretstraße o. Nr. (Lage) | O   | Friedhof Parkanlage (nach Umnutzung) | Alter Friedhof Harburg | 1826–1828; 1848–1888 (mehrere Erweiterungen)                                            | Wedekind, Carl (Ingenieurmajor) (Ursprungsanlage)                                                                              | 31177    | weitere Bilder |
| 27875                  | Bremer Straße o. Nr., Brunsstraße o. Nr., Harmsstraße o. Nr., Maretstraße o. Nr. (Lage) | O   | Grabmal Johann Heinrich Blohm | Alter Friedhof Harburg | 19. Jh., 3. Viertel                                                                     | | 31177    | weitere Bilder |
| 27535                  | Bremer Straße vor Nr. 9, Ecke Maretstr. (Lage) | O   | Kriegerdenkmal (Kriegerdenkmal 1914/18) | | 1932                                                                                    | Hosaeus, Hermann |          | weitere Bilder |
| 31193                  | Brunsstraße 6, 8, 10 (Lage) | E   | | Brunsstraße 6–10 |                                                                                         | | 31193    | BW |
| 27527                  | Brunsstraße 6 (Lage) | O   | Mehrfamilienhaus | | 1902/03                                                                                 | Wedemann, Hermann | 31193    | BW |
| 27529                  | Brunsstraße 8 (Lage) | O   | Mehrfamilienhaus | | 1903/04                                                                                 | Wedemann, Hermann | 31193    | BW |
| 27530                  | Brunsstraße 10 (Lage) | O   | Mehrfamilienhaus | | 1903                                                                                    | Wedemann, Hermann | 31193    | BW |
| 27531                  | Buxtehuder Straße 1 (Lage) | O   | Bankgebäude | | 1896/97                                                                                 | Schuppan, Paul |          | |
| 27819 (212)            | Buxtehuder Straße 1c, Lämmertwiete 10 (Lage) | O   | Wohngebäude | | 1536, um                                                                                | o. A. |          | |
| 27532                  | Buxtehuder Straße 7 (Lage) | O   | Verwaltungsgebäude | Hauptzollamt | 1925/26                                                                                 | o. A. | 31183    | |
| 27533                  | Buxtehuder Straße 9 (Lage) | O   | Gerichtsgebäude | Amtsgericht Harburg | 1874                                                                                    | o. A. | 31183    | weitere Bilder |
| 26711                  | Buxtehuder Straße 9a (Lage) | O   | Gerichtsgebäude | Amtsgericht Harburg | 1874                                                                                    | o. A. | 31183    | weitere Bilder |
| 27544                  | Buxtehuder Straße 11 (Lage) | O   | Gefängnisbau | | 1874                                                                                    | o. A. | 31183    | weitere Bilder |
| 26712                  | Buxtehuder Straße 11a (Lage) | O   | Gerichtsgebäude | Amtsgericht Harburg | 1874                                                                                    | o. A. | 31183    | weitere Bilder |
| 27534                  | Buxtehuder Straße 13 (Lage) | O   | Wohngeschäftshaus | | 1913                                                                                    | o. A. |          | |
| 27514                  | Buxtehuder Straße 29 (Lage) | O   | Villa | | 1876                                                                                    | o. A. |          | |
| 27512                  | Buxtehuder Straße 33 (Lage) | O   | Villa | | 1891                                                                                    | Hagemann, Heinrich Carl (Baugeschäft)                                                                                          |          | |
| 27526 (973)            | Buxtehuder Straße 35 (Lage) | O   | Villa | | 1897                                                                                    | Martens, Walter |          | |
| 27508 (1801)           | Buxtehuder Straße 35a (Lage) | O   | Toilettenhäuschen/Pavillon | | 1937                                                                                    | o. A. |          | |
| 31189                  | Compeweg 1a, 3, 4, 6 (Lage) | E   | | Compeweg 1a, 3, 4, 6 |                                                                                         | | 31189    | BW |
| 27509                  | Compeweg 1a (Lage) | O   | Etagenhaus | | 1898                                                                                    | Döhling | 31189    | |
| 27510                  | Compeweg 3 (Lage) | O   | Etagenhaus | | 1892                                                                                    | o. A. | 31189    | |
| 27511                  | Compeweg 4 (Lage) | O   | Etagenhaus; Vorgarten | | 1896                                                                                    | Schröder, Emil | 31189    | |
| 27520                  | Compeweg 6 (Lage) | O   | Etagenhaus; Vorgarten | | 1897                                                                                    | Faeklam | 31189    | |
| 27513 (1612)           | Dampfschiffsweg o. Nr. (Lage) | O   | Schleuse | Alte Schleuse | 1845–49                                                                                 | o. A. |          | |
| 27507                  | Ebelingstraße 15 (Lage) | O   | Mehrfamilienhaus | | 1899                                                                                    | Schleicher, W. |          | |
| 27515                  | Eddelbüttelstraße 9 (Lage) | O   | Warteschule | | 1901                                                                                    | o. A. |          | |
| 27516                  | Eddelbüttelstraße 11 (Lage) | O   | Etagenhaus | | 1891, ca.                                                                               | o. A. | 31180    | |
| 27555                  | Eddelbüttelstraße 13 (Lage) | O   | Etagenhaus | | 1891, ca.                                                                               | o. A. | 31180    | |
| 27517                  | Eddelbüttelstraße 33 (Lage) | O   | Etagenhaus | | 1892                                                                                    | Schäfer |          | |
| 31190                  | Ernst-Eger-Straße 18, 20, 22 (Lage) | E   | | Ernst-Eger-Straße 18–22 |                                                                                         | | 31190    | BW |
| 27518                  | Ernst-Eger-Straße 18 (Lage) | O   | Zweifamilienhaus | | 1901                                                                                    | Schröder, Emil | 31190    | |
| 27519                  | Ernst-Eger-Straße 20 (Lage) | O   | Zweifamilienhaus | | 1900                                                                                    | Schröder, Emil | 31190    | |
| 27528                  | Ernst-Eger-Straße 22 (Lage) | O   | Zweifamilienhaus | | 1899                                                                                    | Schröder, Emil | 31190    | |
| 26254                  | Großer Schippsee 36 (Lage) | O   | Mehrfamilienhaus | | 1860, um                                                                                | o. A. |          | |
| 31182                  | Großer Schippsee 42, 44 (Lage) | E   | | Großer Schippsee 42–44 |                                                                                         | | 31182    | |
| 26253                  | Großer Schippsee 42 (Lage) | O   | Mehrfamilienhaus | | 1860, um                                                                                | o. A. | 31182    | |
| 26252                  | Großer Schippsee 44 (Lage) | O   | Wohngebäude | | 1866                                                                                    | o. A. | 31182    | |
| 31194                  | Großmoordamm 1, Schlachthofstraße 1, 3 (Lage) | E   | | Bahnausbesserungswerk Harburg Schlachthofstraße / Großmoordamm |                                                                                         | | 31194    | |
| 28043 (1458)           | Großmoordamm 1 (Lage) | O   | Wohnhaus | Bundesbahnausbesserungswerks, ehem. | 1885                                                                                    | o. A. | 31194    | |
| 31181                  | Hafenbezirk 12, 14, 16, 18, 20, 22, 24, 26 (Lage) | E   | Dienstwohngebäude | Hafenbezirk 12–26, Dienstwohngebäude | 1930. um                                                                                | | 31181    | |
| 28006 (1859)           | Hafenbezirk 12, 14 (Lage) | O   | Doppelhaus; u. a. | | 1920er Jahre; 1929 (Nr. 12/14)                                                          | o. A. | 31181    | |
| 28025 (1859)           | Hafenbezirk 16, 18 (Lage) | O   | Doppelhaus; u. a. | | 1920er Jahre                                                                            | o. A. | 31181    | |
| 28026 (1859)           | Hafenbezirk 20, 22 (Lage) | O   | Doppelhaus | | 1920er Jahre                                                                            | o. A. | 31181    | |
| 28027 (1859)           | Hafenbezirk 24, 26 (Lage) | O   | Doppelhaus; u. a. | | 1920er Jahre                                                                            | o. A. | 31181    | |
| 29900                  | Hannoversche Straße 85 (Lage) | O   | Bahnhof (S-Bahn/Fernbahn) | Hannoversche Straße 85, Harburger Bahnhof mit Empfangsgebäude, Inselgebäude und Brücken                                                                                              | 1896/97                                                                                 | Stier, Hubert |          | weitere Bilder |
| 31176                  | Hannoversche Straße 88, 100, Wilstorfer Straße 71, 79 (Lage) | E   | | Fabrikanlage Vereinigten Gummiwaren-Fabriken Harburg (Phoenix AG) Hannoversche Straße / Wilstorfer Straße                                                                            |                                                                                         | | 31176    | |
| 27867 (1295)           | Hannoversche Straße 88 (Lage) | O   | Fabrikgebäude | | 1900 ff.                                                                                | | 31176    | |
| 28029 (1295)           | Hannoversche Straße 100 (Lage) | O   | Fabrikgebäude | | 1900 ff.                                                                                | | 31176    | |
| 27864 (1307)           | Hans-Fitze-Straße 4 (Lage) | O   | Fabrikgebäude, Lagergebäude | H. Rost & Co. Guttapercha- u. Gummiwarenfabrik, Lager | 1911                                                                                    | Prien, August |          | |
| 28522                  | Harburger Binnenhafen (Lage) | O   | Schleuse | Alte Schleuse (entspricht 27153, in neueren Listen nicht mehr unter 28522 aufgeführt)                                                                                                | 1845–49                                                                                 | o. A. | 31173    | BW |
| 28524                  | Harburger Binnenhafen (Lage) | O   | Schleuse | Harburger Hafenschleuse | 20. Jh., Anfang                                                                         | | 31173    | BW |
| 28525                  | Harburger Holzhafen (Lage) | O   | Hafen | Harburger Holzhafen | 19. Jh.                                                                                 | | 31173    | BW |
| 31174                  | Harburger Rathausplatz 1, 4, 6, Julius-Ludowieg-Straße 7 (Lage) | E   | | Harburger Rathausplatz / Julius-Ludowieg-Straße |                                                                                         | | 31174    | BW |
| 26261                  | Harburger Rathausplatz 1 (Lage) | O   | Rathaus | Rathaus Harburg | 1889–92                                                                                 | Hehl, Christoph | 31174    | weitere Bilder |
| 26257                  | Harburger Rathausplatz 4 (Lage) | O   | Verwaltungsgebäude | | 1903                                                                                    | o. A. | 31174    | |
| 28004                  | Harburger Rathausplatz 6 (Lage) | O   | Villa | Oberbürgermeistervilla | 1910                                                                                    | | 31174    | |
| 28005                  | Harburger Rathausplatz neben der Unterführung zum Sand (Lage) | O   | Denkmal | Harburger Mahnmal gegen den Faschismus | 1986                                                                                    | Gerz, Jochen |          | |
| 26255                  | Harburger Rathausplatz o. Nr. (Lage) | O   | Denkmal | | 1913                                                                                    | Janensch, Gerhard |          | |
| 28548                  | Harburger Rathausplatz o. Nr. (Lage) | O   | Grenzstein | Sandsteinstele mit als Relief herausgearbeiteter Beschriftung (von oben nach unten): Krone / Dekoratives Monogramm des Königs / „No.“ / „12“                                         | 18. Jh.                                                                                 | |          | |
| 29026                  | Harburger Rathausplatz o. Nr. (Lage) | O   | Grenzstein | Granitmonolith mit eingemeißelter Inschrift: Vorderseite: „N“ / „1“ / „MDCCL“; Rückseite: „Wolfsangel“; Oberseite: „x“                                                               | 1750                                                                                    | |          | |
| 27545                  | Harburger Rathausstraße 44 (Lage) | O   | Bankgebäude | | 1910                                                                                    | Weise, Bernhard |          | |
| 28578                  | Harburger Schloßstraße 1a (Lage) | O   | Abspannwerk | | 1961–64                                                                                 | Hoch- und Tiefbauabteilung HEW                                                                                                 |          | |
| 26258                  | Harburger Schloßstraße 2 (Lage) | O   | Wohngeschäftshaus | | 1902                                                                                    | Theil, Eduard/Theil, Ernst |          | weitere Bilder |
| 28022 (206)            | Harburger Schloßstraße 5 (Lage) | O   | Wohngebäude | | 1750, ca.; 1975 (Wiederaufbau)                                                          | o. A. |          | weitere Bilder |
| 26259 (207, 92)        | Harburger Schloßstraße 7 (Lage) | O   | Gasthaus | | 1742/43                                                                                 | o. A. |          | weitere Bilder |
| 26260 (208)            | Harburger Schloßstraße 9 (Lage) | O   | Wohngebäude | | 1828                                                                                    | o. A. |          | weitere Bilder |
| 27871 (209)            | Harburger Schloßstraße 13 (Lage) | O   | Wohngebäude | | 1566; 17. Jh.; 1770, um; 19. Jh.; 20. Jh.                                               | |          | weitere Bilder |
| 28000                  | Harburger Schloßstraße 20 (Lage) | O   | Fabrikgebäude (Weberei mit Verwaltung) | | 1920, um                                                                                | o. A. |          | |
| 26256                  | Harburger Schloßstraße 22a (Lage) | O   | Fabrikgebäude; Speicher | | 1878–94, zwischen                                                                       | o. A. |          | weitere Bilder |
| 28003                  | Harburger Schloßstraße 29 (Lage) | O   | Wohngebäude | | 18. Jh., vermutl.                                                                       | o. A. |          | weitere Bilder |
| 29842 (1159)           | Harburger Schloßstraße 43 (Lage) | O   | Villa; Einfriedung; Tore | Harburger Schloßstraße 43, Wohnhaus mit Einfriedung und Toren | 19. Jh., Mitte                                                                          | Nicht ermittelbar; Augustin, Karl (Treppenhausanbau 1918)                                                                      |          | weitere Bilder |
| 29843 (1519)           | Harburger Schloßstraße 45 (Lage) | O   | Gasthaus | Haus mit Uferbereich zum Kaufhauskanal und Einfriedung am Kanalplatz | 19. Jh., 1. Drittel ?                                                                   | o. A. |          | weitere Bilder |
| 28526                  | Harburger Werfthafen (Lage) | O   | Hafen | Harburger Werfthafen | 19. Jh.                                                                                 | | 31173    | |
| 28001                  | Hastedtstraße 30 (Lage) | O   | Feuerwache | Feuerwache Harburg, seit 2009 durch das Niels-Stensen-Gymnasium genutzt | 1922                                                                                    | Höhle |          | weitere Bilder |
| 31169                  | Hastedtstraße 34, 36, 38, 40, 42, 44, 46, 48, Hirschfeldstraße 2, 4, 6, 8, Mergellstraße 1, 3, 5, 7, 9, 11, 13, 15, 17, 19 (Lage) | E   | | Siedlung Hastedtstraße / Hirschfeldstraße / Mergellstraße |                                                                                         | | 31169    | |
| 27858 (661)            | Hastedtstraße 34 (Lage) | O   | Siedlungsbau | | 1926–28                                                                                 | Theil, Eduard/Theil, Ernst | 31169    | |
| 26522 (661)            | Hastedtstraße 36 (Lage) | O   | Siedlungsbau | | 1926–28                                                                                 | Theil, Eduard/Theil, Ernst | 31169    | |
| 26523 (661)            | Hastedtstraße 38 (Lage) | O   | Siedlungsbau | | 1926–28                                                                                 | Theil, Eduard/Theil, Ernst | 31169    | |
| 26524 (661)            | Hastedtstraße 40 (Lage) | O   | Siedlungsbau | | 1926–28                                                                                 | Theil, Eduard/Theil, Ernst | 31169    | |
| 26525 (661)            | Hastedtstraße 42 (Lage) | O   | Siedlungsbau | | 1926–28                                                                                 | Theil, Eduard/Theil, Ernst | 31169    | |
| 26526 (661)            | Hastedtstraße 44 (Lage) | O   | Siedlungsbau | | 1926–28                                                                                 | Theil, Eduard/Theil, Ernst | 31169    | |
| 26527 (661)            | Hastedtstraße 46 (Lage) | O   | Siedlungsbau | | 1926–28                                                                                 | Theil, Eduard/Theil, Ernst | 31169    | |
| 26528 (661)            | Hastedtstraße 48 (Lage) | O   | Siedlungsbau | | 1926–28                                                                                 | Theil, Eduard/Theil, Ernst | 31169    | |
| 31188                  | Helmsweg 35, 37 (Lage) | E   | | Helmsweg 35, 37 |                                                                                         | | 31188    | |
| 27504                  | Helmsweg 35 (Lage) | O   | Etagenhaus | | 1887                                                                                    | Schleicher, W. | 31188    | |
| 27548                  | Helmsweg 37 (Lage) | O   | Etagenhaus | | 1887                                                                                    | Schleicher, W. | 31188    | |
| 29832 (197)            | Hermann-Maul-Straße 5 (Lage) | O   | Schulgebäude | Hermann-Maul-Straße 5 | 18. Jh.                                                                                 | |          | |
| 27847 (661)            | Hirschfeldstraße 2 (Lage) | O   | Siedlungsbau | | 1926–28                                                                                 | Theil, Eduard/Theil, Ernst | 31169    | |
| 26519 (661)            | Hirschfeldstraße 4 (Lage) | O   | Siedlungsbau | | 1926–28                                                                                 | Theil, Eduard/Theil, Ernst | 31169    | |
| 26520 (661)            | Hirschfeldstraße 6 (Lage) | O   | Siedlungsbau | | 1926–28                                                                                 | Theil, Eduard/Theil, Ernst | 31169    | |
| 26521 (661)            | Hirschfeldstraße 8 (Lage) | O   | Siedlungsbau | | 1926–28                                                                                 | Theil, Eduard/Theil, Ernst | 31169    | BW |
| 26947                  | Hirschfeldstraße 10 (Lage) | O   | Siedlungsbau | | 1927                                                                                    | Schnell, Eugen | 31172    | |
| 27859 (612)            | Hirschfeldstraße 12 (Lage) | O   | Siedlungsbau | | 1927                                                                                    | Schnell, Eugen | 31172    | BW |
| 31164                  | Hoffmeyerstraße 1, 3, 4, Lassallestraße 27, 29, 31 (Lage) | E   | | Hoffmeyerstraße / Lassallestraße |                                                                                         | | 31164    | |
| 26950                  | Hoffmeyerstraße 1, 3, 4 (Lage) | O   | Etagenhaus | | 1888                                                                                    | Teichert, August | 31164    | |
| 27551                  | Hoffmeyerstraße 3 (Lage) | O   | Etagenhaus | | 1888                                                                                    | Teichert, August | 31164    | |
| 27552                  | Hoffmeyerstraße 4 (Lage) | O   | Etagenhaus | | 1888                                                                                    | Teichert, August | 31164    | |
| 31170                  | Hohe Straße 8, 10, 12 (Lage) | E   | | Hohe Straße 8–12 |                                                                                         | | 31170    | |
| 27848                  | Hohe Straße 8 (Lage) | O   | Etagenhaus | | 1891                                                                                    | Teichert, August | 31170    | |
| 27553                  | Hohe Straße 10 (Lage) | O   | Etagenhaus | | 1891                                                                                    | Teichert, August | 31170    | |
| 26943                  | Hohe Straße 12 (Lage) | O   | Etagenhaus | | 1892                                                                                    | Teichert, August | 31170    | |
| 28537                  | Holzhafenklappbrücke (Lage) | O   | Straßenbrücke (Klappbrücke) | Holzhafenklappbrücke | 1929/30                                                                                 | | 31173    | |
| 27849                  | Julius-Ludowieg-Straße 7 (Lage) | O   | Wohngebäude | Bürgermeisterwohnhaus | 1893, ca.                                                                               | o. A. | 31174    | |
| 27543 (635)            | Julius-Ludowieg-Straße 18 (Lage) | O   | Siedlungsbau | | 1928–30                                                                                 | Hinrichs, Georg | 31186    | |
| 27853                  | Julius-Ludowieg-Straße 51 (Lage) | O   | Einfamilienhaus | | 1886                                                                                    | Schleicher, W. |          | |
| 29826                  | Kalischerstraße 4 (Lage) | O   | Mietwohnhaus; Einfriedung; Schuppen (rückwärtig) | Gebäude mit Einfriedung und rückwärtigem Schuppen | 1878                                                                                    | Schlumbohn/Meyer, E. |          | |
| 26954 (1612)           | Kanalplatz 6 (Lage) | O   | Wohngebäude | | 1850, um                                                                                | | 31173    | weitere Bilder |
| 28031                  | Kanalplatz 8 (Lage) | O   | Wohngebäude | | 1850, um                                                                                | | 31173    | weitere Bilder |
| 28033                  | Kanalplatz 16 (Lage) | O   | Kulturzentrum / Alte Fischhalle | | 1906                                                                                    | |          | weitere Bilder |
| 31171                  | Karnapp 5, 7, 8, 9, 13, 14, 15, 16, 17 (Lage) | E   | | Karnapp 5, 7–9, 13–17 |                                                                                         | | 31171    | weitere Bilder |
| 26944 (842)            | Karnapp 5 (Lage) | O   | Wohngebäude | | 1642, ca.                                                                               | o. A. | 31171    | |
| 26951                  | Karnapp 7 (Lage) | O   | Etagenhaus | | 1860, um                                                                                | o. A. | 31171    | |
| 26946                  | Karnapp 8 (Lage) | O   | Mehrfamilienhaus | | o. A.                                                                                   | o. A. | 31171    | |
| 28032                  | Karnapp 9 (Lage) | O   | Wohngebäude | | o. A.                                                                                   | o. A. | 31171    | |
| 27851                  | Karnapp 13 (Lage) | O   | Etagenhaus | | 1891                                                                                    | Hagemann, Heinrich Carl (Baugeschäft)                                                                                          | 31171    | |
| 26952                  | Karnapp 14 (Lage) | O   | Etagenhaus | | 1881                                                                                    | o. A. | 31171    | |
| 26953                  | Karnapp 15 (Lage) | O   | Wohngeschäftshaus, Hofbebauung mit Schornstein | Mehrfamilienhaus mit Geschäftsräumen (Vorderhaus), Fabrikgebäude einschließlich Schornstein von 1901/02 im Hof, Erweiterungen für Fabrik 1872/1935, August Prien/A. W. Wiegels & Co. | 1859                                                                                    | H. K. Roter | 31171    | weitere Bilder |
| 26949                  | Karnapp 16 (Lage) | O   | Wohngebäude | Spirituosen- und Likörfabrik Louis Hilke | 1899                                                                                    | o. A. | 31171    | weitere Bilder |
| 26948                  | Karnapp 17 (Lage) | O   | Schmiede | | o. A.; 1903 (Außenwände)                                                                | o. A. | 31171    | |
| 27861 (761)            | Kasernenstraße 10 (Lage) | O   | Polizeiwache | | 1908/09                                                                                 | |          | |
| 29824                  | Kasernenstraße 17 (Lage) | O   | Etagenhaus | Kasernenstraße 17, Etagenhaus mit Vorgarten | 1889                                                                                    | Küsel, H. |          | |
| 28527                  | Kaufhauskanal (Lage) | O   | Kanal | Kaufhauskanal | 19. Jh., 1. Hälfte                                                                      | | 31173    | |
| 29825                  | Kerschensteinerstraße 19 (Lage) | O   | Zweifamilienhaus; Vorgarten; Einfriedung | Kerschensteinerstraße 19, Haus mit Vorgarten und Einfriedung | 1898                                                                                    | Schröder, Emil |          | |
| 27850                  | Knoopstraße 12, 14 (Lage) | O   | Museum | Helms-Museum | 1954–56                                                                                 | Bauamt Harburg, Hochbauabteilung                                                                                               |          | BW |
| 27854 (495)            | Knoopstraße 12, 14 (Lage) | O   | Portal | Portal des zerstörten Gebäudes Harburger Schloßstraße 3 („Alter Ratskeller“) | 1733                                                                                    | |          | |
| 28547                  | Knoopstraße 14 (Lage) | O   | Grenzstein | | 18. Jh., vermutl.                                                                       | |          | BW |
| 31161                  | Knoopstraße 35, 37 (Lage) | E   | | Knoopstraße 35, 37 |                                                                                         | | 31161    | BW |
| 27818                  | Knoopstraße 35 (Lage) | O   | Verwaltungsgebäude | | 1956                                                                                    | Trahn, Karl; Hölscher & Pechstein (Umbau 1970)                                                                                 | 31161    | |
| 27547                  | Knoopstraße 37 (Lage) | O   | Verwaltungsgebäude | | 1956                                                                                    | Trahn, Karl; Hölscher & Pechstein (Umbau 1970)                                                                                 | 31161    | |
| 27820                  | Konsul-Renck-Straße 1 (Lage) | O   | Etagenhaus | | 1910                                                                                    | Henniger, Otto |          | |
| 31162                  | Kroosweg 21, 22, 23, 24, 26, 28, 30, 32 (Lage) | E   | | Siedlung Kroosweg |                                                                                         | | 31162    | |
| 27821                  | Kroosweg 21 (Lage) | O   | Siedlungsbau | | 1912                                                                                    | Schütt, Carl | 31162    | |
| 27822                  | Kroosweg 22 (Lage) | O   | Siedlungsbau | | 1912/13                                                                                 | Blohm, Gustav Carl Eduard | 31162    | |
| 28033                  | Kroosweg 23 (Lage) | O   | Siedlungsbau | | 1912                                                                                    | Schütt, Carl | 31162    | |
| 28034                  | Kroosweg 24 (Lage) | O   | Siedlungsbau | | 1912/13                                                                                 | Blohm, Gustav Carl Eduard | 31162    | |
| 28035                  | Kroosweg 26 (Lage) | O   | Siedlungsbau | | 1912/13                                                                                 | Blohm, Gustav Carl Eduard | 31162    | |
| 28036                  | Kroosweg 28 (Lage) | O   | Siedlungsbau | | 1912/13                                                                                 | Blohm, Gustav Carl Eduard | 31162    | |
| 28038                  | Kroosweg 30 (Lage) | O   | Siedlungsbau | | 1912/13                                                                                 | Blohm, Gustav Carl Eduard | 31162    | |
| 28037                  | Kroosweg 32 (Lage) | O   | Siedlungsbau | | 1912/13                                                                                 | Blohm, Gustav Carl Eduard | 31162    | |
| 27823                  | Lämmertwiete 2 (Lage) | O   | Wohngebäude | | 1716; 1979/80                                                                           | o. A. |          | |
| 27869 (214)            | Lämmertwiete 4 (Lage) | O   | Wohngebäude | | 1716; 1979/80                                                                           | o. A. |          | |
| 27870 (213)            | Lämmertwiete 6 (Lage) | O   | Wohngebäude | | 1719                                                                                    | o. A. |          | |
| 27825 (210)            | Lämmertwiete 9 (Lage) | O   | Wohngebäude | | 1683                                                                                    | o. A. |          | |
| 27872 (216)            | Lämmertwiete 14 (Lage) | O   | Wohngebäude | | 17. Jh.                                                                                 | |          | |
| 31163                  | Lassallestraße 20, 22, 24, 26 (Lage) | E   | | Lassallestraße 20–26 |                                                                                         | | 31163    | |
| 27826                  | Lassallestraße 20 (Lage) | O   | Etagenhaus | | 1878, um                                                                                | o. A. | 31163    | |
| 28576                  | Lassallestraße 22 (Lage) | O   | Etagenhaus | | 1878, um                                                                                | o. A. | 31163    | |
| 27549                  | Lassallestraße 24 (Lage) | O   | Etagenhaus | | 1878, um                                                                                | o. A. | 31163    | |
| 27550                  | Lassallestraße 26 (Lage) | O   | Etagenhaus | | 1878, um                                                                                | o. A. | 31163    | |
| 27827                  | Lassallestraße 27 (Lage) | O   | Mietwohnhaus | | 1888                                                                                    | Teichert, August | 31164    | |
| 27828                  | Lassallestraße 29 (Lage) | O   | Mietwohnhaus | | 1887                                                                                    | Teichert, August | 31164    | |
| 27829                  | Lassallestraße 31 (Lage) | O   | Mietwohnhaus | | 1886                                                                                    | Teichert, August | 31164    | |
| 31160                  | Lassallestraße 40, 42 (Lage) | E   | | Lassallestraße 40, 42 |                                                                                         | | 31160    | |
| 27816 (908)            | Lassallestraße 40 (Lage) | O   | Etagenhaus | | 1888–96, zwischen                                                                       | o. A. | 31160    | |
| 27554 (908)            | Lassallestraße 42 (Lage) | O   | Etagenhaus | | 1895, nach                                                                              | o. A. | 31160    | |
| 28536 (1612)           | Lotsekai o. Nr. (Lage) | O   | Kräne | Kräne am Lotsekai | 1950er Jahre; 1972                                                                      | | 31173    | weitere Bilder |
| 28528                  | Lotsekanal (Lage) | O   | Kanal | Lotsekanal | 1890er Jahre                                                                            | | 31173    | |
| 28539                  | Lotsestieg 4 (Lage) | O   | Trockendock; Werftkräne | Jöhnkwerft | 1930er Jahre                                                                            | | 31173    | |
| 27824 (1671)           | Lüneburger Straße 47 (Lage) | O   | Bankgebäude | | 1910                                                                                    | Diello/Schütt |          | |
| 27537                  | Lüneburger Tor 2, 4 (Lage) | O   | Bankgebäude | | 1912                                                                                    | Fischer, Heinrich |          | |
| 31159                  | Maretstraße 61, 63, 64 (Lage) | E   | | Maretstraße 61, 63, 64 |                                                                                         | | 31159    | BW |
| 27538                  | Maretstraße 61 (Lage) | O   | Mietwohnhaus | | 1898                                                                                    | Meier, Heinrich | 31159    | |
| 28046                  | Maretstraße 63 (Lage) | O   | Mehrfamilienhaus | | 1898                                                                                    | Meier, Heinrich | 31159    | |
| 27814                  | Maretstraße 64 (Lage) | O   | Mietwohnhaus | | 1899                                                                                    | o. A. | 31159    | |
| 27815                  | Martin-Leuschel-Ring 10 (Lage) | O   | Wohngebäude (Eckhaus) | | 19. Jh., Mitte                                                                          | o. A. |          | BW |
| 27536 (661)            | Mergellstraße 1 (Lage) | O   | Siedlungsbau | | 1926–28                                                                                 | Theil, Eduard/Theil, Ernst | 31169    | |
| 26529 (661)            | Mergellstraße 3 (Lage) | O   | Siedlungsbau | | 1926–28                                                                                 | Theil, Eduard/Theil, Ernst | 31169    | BW |
| 26530 (661)            | Mergellstraße 5 (Lage) | O   | Siedlungsbau | | 1926–28                                                                                 | Theil, Eduard/Theil, Ernst | 31169    | BW |
| 26531 (661)            | Mergellstraße 7 (Lage) | O   | Siedlungsbau | | 1926–28                                                                                 | Theil, Eduard/Theil, Ernst | 31169    | BW |
| 27556                  | Mergellstraße 8 (Lage) | O   | Siedlungsbau | | 1926–28                                                                                 | Schnell, Eugen | 31172    | |
| 26532 (661)            | Mergellstraße 9 (Lage) | O   | Siedlungsbau | | 1926–28                                                                                 | Theil, Eduard/Theil, Ernst | 31169    | BW |
| 28044 (612)            | Mergellstraße 10 (Lage) | O   | Siedlungsbau | | 1926–28                                                                                 | Schnell, Eugen | 31172    | |
| 26533 (661)            | Mergellstraße 11 (Lage) | O   | Siedlungsbau | | 1926–28                                                                                 | Theil, Eduard/Theil, Ernst | 31169    | BW |
| 27860 (612)            | Mergellstraße 12 (Lage) | O   | Siedlungsbau | | 1926/27                                                                                 | Schnell, Eugen | 31172    | |
| 26534 (661)            | Mergellstraße 13 (Lage) | O   | Siedlungsbau | | 1926–28                                                                                 | Theil, Eduard/Theil, Ernst | 31169    | BW |
| 27557 (612)            | Mergellstraße 14 (Lage) | O   | Siedlungsbau | | 1926–28                                                                                 | Schnell, Eugen | 31172    | |
| 26535 (661)            | Mergellstraße 15 (Lage) | O   | Siedlungsbau | | 1926–28                                                                                 | Theil, Eduard/Theil, Ernst | 31169    | BW |
| 26516 (612)            | Mergellstraße 16 (Lage) | O   | Siedlungsbau | | 1926–28                                                                                 | Schnell, Eugen | 31172    | |
| 26536 (661)            | Mergellstraße 17 (Lage) | O   | Siedlungsbau | | 1926–28                                                                                 | Theil, Eduard/Theil, Ernst | 31169    | BW |
| 26517 (612)            | Mergellstraße 18 (Lage) | O   | Siedlungsbau | | 1926–28                                                                                 | Schnell, Eugen | 31172    | |
| 26537 (661)            | Mergellstraße 19 (Lage) | O   | Siedlungsbau | | 1926–28                                                                                 | Theil, Eduard/Theil, Ernst | 31169    | BW |
| 26518 (612)            | Mergellstraße 20 (Lage) | O   | Siedlungsbau | | 1926–28                                                                                 | Schnell, Eugen | 31172    | |
| 27846                  | Museumsplatz 1 (Lage) | O   | Verwaltungsgebäude | | 1911                                                                                    | Mähl, Hermann J. |          | |
| 27546                  | Museumsplatz 2 (Lage) | O   | Museum | Helms-Museum | 1954–56                                                                                 | Bauamt Harburg, Hochbauabteilung                                                                                               |          | |
| 27817                  | Museumsplatz o. Nr. (Lage) | O   | Brunnen/Denkmal | | 1913/14                                                                                 | |          | |
| 29831 (1229)           | Nartenstraße 12, Neuländer Straße o. Nr. (Lage) | O   | Fabrikanlage | Fabrikgelände der New-York Hamburger Gummi-Waaren Compagnie | 1870–80, ca.; 1905–12                                                                   | H. Hagn & Söhne (Teile, 1907–12)                                                                                               |          | |
| 27830                  | Nartenstraße 29 (Lage) | O   | Wohngebäude | | 1860, um                                                                                | o. A. |          | BW |
| 28538                  | Nartenstraße o. Nr. (Lage) | O   | Straßenbrücke (Klappbrücke) | Klappbrücke über den Östl. Bahnhofskanal | 1933/34                                                                                 | | 31173    | |
| 27842                  | Nartenstraße o. Nr. (Lage) | O   | Straßenbrücke (Klappbrücke) | Klappbrücke über den Östl. Bahnhofskanal | 1933/34                                                                                 | o. A. |          | |
| 27865 (196, 197)       | Neue Straße 44 (Lage) | O   | Portal | Dreifaltigkeitskirche in Harburg, Portal und Westfront des kriegszerstörten barocken Kirchengebäudes                                                                                 | 1650–1652                                                                               | |          | |
| 29830 (1236, 196, 197) | Neue Straße 44 (Lage) | O   | Kirchengebäude; Nebengebäude; Kirchturm; u. a. | Neue Straße 44, Dreifaltigkeitskirche Harburg, Kirchengebäude mit Bauten der Gemeinde, Turm, Hofplatz mit Freitreppe und ummauerten Gartenhöfen                                      | 1962 (Neubau)                                                                           | Spengelin, Ingeborg/Spengelin, Friedrich                                                                                       |          | |
| 27857 (205)            | Neue Straße 47 (Lage) | O   | Wohngebäude | | 17. Jh., Mitte                                                                          | |          | |
| 29285                  | Neue Straße 50 (Lage) | O   | Verwaltungsgebäude | Arbeitsamt | 1951/53                                                                                 | Baubehörde, Hochbauamt |          | |
| 27843 (1897)           | Neue Straße 55 (Lage) | O   | Wohngeschäftshaus; Innenausstattung (Gaststätte) | | 1892; 1927 (Umbau)                                                                      | Nicht ermittelt; Koch & Corleis (Umbau 1927)                                                                                   |          | |
| 27844                  | Neue Straße 56, 58 (Lage) | O   | Wohngeschäftshaus | | 1900                                                                                    | Todt, Heinrich |          | |
| 27862 (383)            | Neue Straße 59 (Lage) | O   | Dienstwohnhaus/Amtshaus (im 19. Jh. zwischenzeitlich genutzt als Amtsgericht)                                                                              | Kanzlerhaus | 1710, um (auf Keller des Vorgängerbaus aus dem 17. Jh.) {19. Jh., 1. Drittel (Umbau)}   | |          | |
| 28529                  | Östliche Binnengraft (Lage) | O   | Kanal | Östliche Binnengraft Harburg | 17. Jh.; 19. Jh.                                                                        | | 31173    | |
| 28530                  | Östlicher Bahnhofskanal (Lage) | O   | Kanal | Östlicher Bahnhofskanal Harburg | 19. Jh., Mitte                                                                          | | 31173    | |
| 31167                  | Sand 1, Schloßmühlendamm 9, 11 (Lage) | E   | | Sand / Schloßmühlendamm |                                                                                         | | 31167    | BW |
| 27841                  | Sand 1 (Lage) | O   | Bankgebäude | | 1928                                                                                    | Zerbe & Harder | 31167    | |
| 27845                  | Sand o. Nr. (Lage) | O   | Denkmal | Schiller-Büste | 1860                                                                                    | o. A. |          | |
| 29286 (984)            | Schellerdamm 2 (Lage) | O   | Mühlenanlage, Industrie-Getreidemühle | Harburger Mühlenbetriebe, ehem. | 1844/45; 1876                                                                           | o. A. |          | weitere Bilder |
| 29829 (1079)           | Schellerdamm 2a (Lage) | O   | Mietwohnhaus (Vorderhaus); Speicher (Hinterhaus) | Schellerdamm 2a, Vorderhaus und Speicher | 1850, um                                                                                | |          | weitere Bilder |
| 29828 (1040)           | Schellerdamm 4 (Lage) | O   | Wohngebäude; Speicher | Wohngebäude zur Straße und wasserseitiger Speicher von ca. 1850 mit späteren Umbauten sowie dem Verbindungsbau von ca. 1930 anstelle des früheren Innenhofes                         | 1851, vor (Wohngebäude); 1850, ca. (Speicher); 1930, ca. (Verbindungsbau)               | |          | weitere Bilder |
| 31175                  | Schellerdamm 19, 21 (Lage) | E   | | Bahnhof Harburg Schellerdamm |                                                                                         | | 31175    | weitere Bilder |
| 27863 (1205)           | Schellerdamm 19 (Lage) | O   | Verwaltungsgebäude/Bahnhofsgebäude | Verwaltungsgebäude des Harburger Bahnhofs, ehem. | 1870, um                                                                                | | 31175    | |
| 28039 (1205)           | Schellerdamm 21 (Lage) | O   | Bahnhofsgebäude (Güterbahnhof), Güterhalle | Güterhalle des Harburger Bahnhofs, ehem. | 1870, um                                                                                | | 31175    | |
| 28531                  | Schiffgraben (Lage) | O   | Kanal | Schiffgraben | 19. Jh.                                                                                 | | 31173    | weitere Bilder |
| 28040 (1458)           | Schlachthofstraße 1, 3 (Lage) | O   | Bahnbetriebswerk (Betriebsgebäude; Werkstattgebäude; Pförtnerhaus)                                                                                         | Bundesbahnausbesserungswerk | 1885                                                                                    | o. A. | 31194    | BW |
| 27835                  | Schloßmühlendamm 9, 11 (Lage) | O   | Wohngeschäftshaus | | 1963                                                                                    | Sterra, Karl | 31167    | |
| 27866 (520)            | Schloßmühlendamm 25 (Lage) | O   | Wohngeschäftshaus (Apotheke) | Ratsapotheke, ehem. | 1852                                                                                    | Ziepollé, F. A. L. |          | |
| 27868 (403)            | Schloßmühlendamm 29 (Lage) | O   | Wohngebäude | | 1570, urspr.                                                                            | |          | |
| 31166                  | Schorchtstraße 30, 32, 34, 36, 38, 40, 42, 44, 46, 48, 50 (Lage) | E   | | Schochtstraße 30–50 |                                                                                         | | 31166    | BW |
| 27832                  | Schorchtstraße 30 (Lage) | O   | Wohngebäude | | 1840–50, ca.                                                                            | o. A. | 31166    | |
| 26538                  | Schorchtstraße 32 (Lage) | O   | Wohngebäude | | 1840–50, ca.                                                                            | | 31166    | |
| 26539                  | Schorchtstraße 34, 36 (Lage) | O   | Doppelhaus | | 1840–50, ca.                                                                            | | 31166    | |
| 26540                  | Schorchtstraße 38 (Lage) | O   | Kleinwohnhaus | | 1840–50, ca.                                                                            | | 31166    | |
| 26541                  | Schorchtstraße 40 (Lage) | O   | Kleinwohnhaus | | 1840–50, ca.                                                                            | | 31166    | |
| 26542 (739)            | Schorchtstraße 42 (Lage) | O   | Kleinwohnhaus | | 1840–50, ca.                                                                            | | 31166    | |
| 26543 (739)            | Schorchtstraße 44 (Lage) | O   | Kleinwohnhaus | | 1840–50, ca.                                                                            | | 31166    | |
| 26544 (739)            | Schorchtstraße 46 (Lage) | O   | Kleinwohnhaus | | 1840–50, ca.                                                                            | | 31166    | |
| 26545 (739)            | Schorchtstraße 48 (Lage) | O   | Kleinwohnhaus | | 1840–50, ca.                                                                            | | 31166    | |
| 28024 (739)            | Schorchtstraße 50 (Lage) | O   | Wohngebäude | | 1840–50, ca.                                                                            | | 31166    | |
| 27907                  | Schwarzenberg o. Nr., Alter Soldatenfriedhof im Schwarzenbergpark, Schwarzenbergstraße o. Nr., Seehafenbrücke o. Nr. (Lage) | O   | Friedhof | Alter Soldatenfriedhof (auch „Schloss- & Garnisonsfriedhof“ bzw. „Garnisonsfriedhof“)                                                                                                | 1656                                                                                    | | 31165    | |
| 27506                  | Schwarzenbergstraße 50 (Lage) | O   | Schulgebäude | ehemaliges Lessing-Gymnasium / Lessing-Stadtteilschule, heute Grundschule | 1902                                                                                    | Homann, Friedrich |          | weitere Bilder |
| 31168                  | Schwarzenbergstraße 93, o. Nr. (Lage) | E   | | Kasernengebäude Schwarzenbergstraße |                                                                                         | | 31168    | BW |
| 28041                  | Schwarzenbergstraße 93 (Lage) | O   | Kasernengebäude | | 1881                                                                                    | Küntze (Landbaumeister) | 31168    | |
| 27831                  | Schwarzenbergstraße o. Nr. (Lage) | O   | Denkmal | Kugel-Denkmal | 1894                                                                                    | o. A. | 31165    | |
| 27840                  | Schwarzenbergstraße o. Nr. (Lage) | O   | Kriegerdenkmal (Kriegerdenkmal 1870/71) | Denkmal für den Krieg 1870/71 im Schwarzenbergpark | 1873                                                                                    | o. A. | 31165    | |
| 28045                  | Schwarzenbergstraße o. Nr. (Lage) | O   | Kasernengebäude | | 1881                                                                                    | Küntze (Landbaumeister) | 31168    | BW |
| 27834                  | Schwarzenbergstraße o. Nr., Schwarzenbergpark (Lage) | O   | Denkmal | Denkmal für Oberbürgermeister August Grumbrecht | 1886                                                                                    | o. A. | 31165    | |
| 27836                  | Schwarzenbergstraße o. Nr., Schwarzenbergpark (Lage) | O   | Brunnen | Zweischalenbrunnen | 1898                                                                                    | o. A. | 31165    | |
| 27837                  | Schwarzenbergstraße o. Nr., Schwarzenbergpark (Lage) | O   | Denkmal | Denkmal für Major Wilhelm Ferdinand von Bissing (1787-1856) | 1862                                                                                    | o. A. | 31165    | |
| 26945 (217)            | Schwarzenbergstraße zwischen Nr. 74 und 80 (Lage) | O   | Friedhof, jüdischer Friedhof | Jüdischer Friedhof Harburg / Friedhof der historischen jüdischen Gemeinde Harburg | 1614 und 1690, zwischen (Friedhof); Grabmälerüberw. 2. Hälfte 19. Jh. u. Anfang 20. Jh. | | 31165    | |
| 27852                  | Schwarzenbergstraße zwischen Nr. 74 und 80 (Lage) | O   | Kriegerdenkmal (Kriegerdenkmal 1914/18) | Denkmal für den Krieg 1914/18 auf dem Friedhof im Schwarzenbergpark | 20. Jh, 1. Hälfte                                                                       | o. A. | 31165    | |
| 29899                  | Seevestraße 1 (Lage) | O   | Fabrikgebäude (Produktionshallen/Montagehallen; Betriebsbüro; u. a.)                                                                                       | Seevestraße 1, Werksgelände der G.Koerber's Eisenhütte westlich der Seevestraße mit Produktions- und Montagehallen, angebauten Meisterstuben sowie aufgeständertem Betriebsbüro      | 1906 und 1910; 1960, um                                                                 | Distel & Grubitz (Distel, Hermann/Grubitz, August) (Erweiterung 1910); Trahn, Karl und Hölscher, Einhart (Erweiterung ab 1960) |          | |
| 27838                  | Steinikestraße 20 (Lage) | O   | Villa | | 1880                                                                                    | o. A. |          | |
| 28532                  | Überwinterungshafen (Lage) | O   | Hafen | Überwinterungshafen | 19. Jh., 2. Hälfte                                                                      | | 31173    | |
| 29827 (1322)           | Veritaskai 1, 3 (Lage) | O   | Silo; Fabrikationsgebäude; Kaianlagen | Fabrikationsgebäude und Silo mit den dazugehörigen Kaianlagen | 1928–39                                                                                 | |          | |
| 28533                  | Verkehrshafen (Lage) | O   | Hafen | Verkehrshafen | 19. Jh., 2. Hälfte                                                                      | | 31173    | |
| 27839                  | Wallgraben 37 (Lage) | O   | Wohngebäude | | 1859                                                                                    | o. A. |          | BW |
| 28534                  | Westlicher Bahnhofskanal (Lage) | O   | Kanal | Westlicher Bahnhofskanal | 19. Jh., 2. Hälfte                                                                      | | 31173    | weitere Bilder |
| 29823                  | Wetternstraße 6 (Lage) | O   | Wohngebäude | | 1900–08                                                                                 | o. A. |          | |
| 28028 (1295)           | Wilstorfer Straße 71 (Lage) | O   | Fabrikgebäude | | 1900 ff.                                                                                | | 31176    | |
| 28030 (1295)           | Wilstorfer Straße 79 (Lage) | O   | Fabrikgebäude | | 1900 ff.                                                                                | | 31176    | |
| 28535                  | Ziegelwiesenkanal (Lage) | O   | Kanal | Ziegelwiesenkanal | 19. Jh., 2. Hälfte                                                                      | | 31173    | |